# Theridion mataafa
Theridion mataafa är en spindelart som beskrevs av Marples 1955. Theridion mataafa ingår i släktet Theridion och familjen klotspindlar.
Artens utbredningsområde är Samoa. Inga underarter finns listade i Catalogue of Life.